# Шанел Престон
Рејчел Тејлор (енгл. Rachel Taylor; Берлесон, 1. децембар 1985), познатија као Шанел Престон (енгл. Chanel Preston), америчка је порнографска глумица.

## Награде
- 2010 NightMoves Award — Best New Starlet (Editor's Choice)[2]
- 2011 NightMoves Award — Best Female Performer (Editor's Choice)[3]
- 2011 XBIZ Award — New Starlet of the Year[4]
- 2011 XRCO Award — New Starlet[5]
- 2012 NightMoves Award — Best Overall Body (Editor's Choice)[6]
- 2013 XBIZ Award — Best Scene (Gonzo/Non-Feature Release) — Nacho Invades America 2[7]
- 2013 NightMoves Award — Best Female Performer (Fan's Choice)[6]
- 2014 AVN Award — Most Outrageous Sex Scene — Get My Belt[8]
- 2015 Free Speech Coalition Award — Performer of the Year[9]

## Одабрана филмографија
- Chanel of The Jungle (2010)
- Hot and Sweaty Volleyballs (2012)
- Sperm Donor Needed (2018)
- Making A Mess On The Maid (2018)